# Coronium (mollusque)
Genre
Coronium est un genre de mollusques gastéropodes marins de la sous-famille des Ocenebrinae (famille des Muricidae).

## Liste des espèces
Selon World Register of Marine Species (9 avril 2025) :
- Coronium acanthodes (R. B. Watson, 1882)
- Coronium coronatum (Penna-Neme & Leme, 1978) - espèce type
- Coronium elegans Simone, 1996
- Coronium oblongum Simone, 1996
- Coronium petalos Houart & Sellanes, 2010
- Coronium wilhelmense (Ramirez Bohme, 1981)

## Systématique
Le nom valide complet (avec auteur) de ce taxon est Coronium Simone (d), 1996,. Son espèce type est Coronium coronatum (Penna-Neme & Leme, 1978).

### Étymologie
Le nom générique, Coronium, dérive du latin corona, « couronne, cercle… », et fait référence à la quille qui présente des épines régulières.

### Publication originale
- (en) Luiz Ricardo L. Simone, « Coronium, a new genus of Muricidae (Mollusca, Neogastropoda) from off the southeastern coast of Brazil, with description of two new species », Bulletin of Marine Science, États-Unis, vol. 59, no 1,‎ 1996, p. 45-52 (ISSN 0007-4977, e-ISSN 1553-6955, lire en ligne, consulté le 9 avril 2025).